# Folketælling
 Denne artikel omhandler overvejende eller alene danske forhold. Hjælp gerne med at gøre artiklen mere almen.
En folketælling er en officiel optælling og/eller registrering af alle, som bor eller opholder sig på et bestemt område. Det kan være et land, et amt, en by eller et sogn. Optællingen foretages som regel på en bestemt dato og giver dermed et øjebliksbillede af befolkningens sammensætning. I dag kan mange folketællinger ses på Arkivalieronline.dk

## Historie
Folketællinger eller mandtal kendes meget langt tilbage i tiden som i Bibelen: Lukas 2, 1-5:
Og det skete i de dage, at der udgik en befaling fra Kejser Augustus om at holde folketælling i hele verden. Det var den første folketælling, mens Kvirinius var statholder i Syrien.

## Folketællinger i Danmark
Den første folketælling i Danmark blev gennemført i 1769. Den viste, at der var 797.584 indbyggere i kongeriget Danmark, hvoraf de 80.000 boede i København. Frem til 1970 blev der gennemført i alt 27 landsdækkende folketællinger.

### Folketællingsår
Der er afholdt landsdækkende folketællinger i Kongeriget Danmark i 1769, 1787, 1801, 1834, 1840, 1845, 1850, 1855, 1860, 1870, 1880, 1890, 1901, 1906, 1911, 1916, 1921, 1925, 1930, 1935, 1940, 1945, 1950, 1955, 1960, 1965 og 1970.
Derudover er der gennemført en række lokale folketællinger eller mandtal f.eks. i København 1885 og 1895, Sjælland og Bornholm 1771, Ålborg og Nibe 1819 og flere steder 1813. Endvidere findes der særskilte folketællinger for hertugdømmerne Slesvig, Holsten og Lauenburg samt Grønland, Færøerne, Trankebar og Dansk Vestindien.
Efter 1970 er der ikke gennemført folketællinger i traditionel forstand. I stedet bliver der med jævne mellemrum gennemført systematiske udtræk af Det Centrale Personregister (CPR-registret), som blev oprettet i 1968.
De to første folketællinger i 1769 og 1787 blev holdt om sommeren. De følgende fandt sted i februar. I langt de fleste tilfælde den 1. februar. Fra 1921 blev de holdt på forskellige datoer, oftest om efteråret.

### Gennemførelsen
Det overordnede ansvar for gennemførelsen af folketællinger lå i begyndelsen hos Rentekammeret. I 1797 overgik ansvaret for så vidt angik Danmark, Norge, Færøerne og Grønland til det Dansk-Norske Tabelkontor. Det blev senere til Statistisk Bureau (1850), Statistisk Departement (1913) og endelig Danmarks Statistik (1966). I Hertugdømmerne lå det overordnede ansvar hos Tyske Kancelli.
Den praktiske gennemførelse påhvilede i købstæderne magistraten, hjulpet af rodemestrene. I landsognene lå ansvaret hos sognepræsten, der skulle hjælpes af degne og skoleholdere. Afvigende herfra lå ansvaret i Hertugdømmerne hos herredsfogederne. I praksis foregik folketællingerne i nogle tilfælde ved, at listeføreren (rodemester, degn eller betroet gårdmand) gik fra hus til hus for at tælle beboerne. I andre tilfælde blev beboerne sammenkaldt efter gudstjenesten om søndagen, hvor sognepræsten så talte op.
Ved den første folketælling i 1769 skulle de lokale myndigheder blot indberette de samlede tal. Fra 1787 er alle folketællinger foretaget ved hjælp fortrykte skemaer. 
Den første folketælling, der blev registreret direkte på hulkort og magnetbånd, var i 1965.

### Registrerede oplysninger
Indholdet af folketællingerne er skiftet gennem årene. Ved folketællingen i 1787 skulle der for hver person oplyses adresse, navn, alder, ægteskabelig stilling, stilling i husstanden samt erhverv.
Senere kom flere oplysninger med. Fra 1845 kom der oplysning om fødested og eventuelle handikap. I 1855 kom der oplysning om trossamfund. I 1880 registreres for første gang personer, der er midlertidigt tilstede eller fraværende på folketællingsdagen. Dvs. personer der opholder sig et andet sted, end der hvor de bor. Fra 1901 kom der flere detaljer om adresse, indkomst- og formueforhold.

### Bevarede folketællinger
De udfyldte folketællingsskemaer fra 1787 og senere skulle indsendes til centraladministrationen. De fleste af dem er bevaret på Rigsarkivet. 
En del skemaer er gået tabt. Hertil hører det meste af København 1834 og en række købstæder 1840. Men der mangler også enkelte sogne i de fleste andre folketællinger.
Ved folketællingerne 1935, 1945 og 1955 blev de originale skemaer makuleret efter den statistiske behandling. Fra disse år er der altså kun bevaret de samlede tal.

### Tilgængelighed
De bevarede folketællingsskemaer er en vigtig kilde i slægtsforskningen. Ifølge arkivloven er de frit tilgængelige efter 75 år. De fleste ældre folketællinger er i dag mikrofilmet og findes  på alle Statens Arkivers læsesale samt på mange lokalarkiver og via  Arkivalieronline.dk.

Siden 1992 har en kreds af flere hundrede frivillige arbejdet med indtastning af folketællinger i Kildeindtastningsprojektet. Der er allerede indtastet over 14 millioner personer fra forskellige folketællinger, herunder de komplette folketællinger 1787, 1801, 1834 og 1845 fra Kongeriget Danmark samt 1803 fra Hertugdømmet Slesvig. Disse indtastede folketællinger er tilgængelige eksempelvis Dansk Demografisk Database, hvor man kan se afskrifter, eller Danish Family Search, hvor man kan se afskrifter og original kilden samtidig.
I forbindelse med projektet Arkivalieronline.dk har Statens Arkiver scannet folketællingerne fra 1787 og frem til 1940 og gjort dem tilgængelige via internet.

## USA
USA har hvert tiende år siden 1790 afholdt folketællinger, senest i 2020 og tidligere i 2000 og 2010. Folketællingerne udarbejdet af the United States Census Bureau (dansk: De Forenede Staters Folketællingsbureau). 
Ligesom i Danmark er en del af folketællingerne i USA blevet gjort tilgængelige på internettet, senest folketællingen fra 1940, hvor omkring 650 millioner amerikanske borgere er blevet indtastet og gjort søgbare af slægtsforskere. 
Ifølge amerikansk lov er al data fra folketællinger ikke offentligt tilgængelige til 72 år efter optællingen. Således er folketællingen for 1950 (offentlig siden 2022) den seneste tilgængelige, mens 1960 (offentlig fra 2032) vil blive den næste.

## Australien
Australien har afholdt folketællinger siden 1911. Indtil forbundsstatens dannelse i 1901 afholdt kolonierne deres egne folketællinger. Siden 1961 er folketællingerne blev gennemført hvert femte år. Den seneste blev afholdt 10. august 2021. Folketællingerne udføres af Australian Bureau of Statistics.